# David Priestland
 (mars 2025).
David Priestland est un historien britannique, Fellow de St Edmund Hall. Il enseigne l'histoire moderne à l'université d'Oxford. Ses recherches portent notamment sur l'histoire de l'Union soviétique et du communisme.

### Œuvres
- Stalinism and the Politics of Mobilization: Ideas, Power, and Terror in Inter-war Russia, OUP Oxford,  512 pages, 2007
- The Red Flag : Communism and the Making of the Modern World, Allen Lane/Penguin Books, 704 pages , 2009
- Merchant, Soldier, Sage: A New History of Power, Allen Lane, 352 pages, 2012

### Articles
- The lessons of communism, NewStatesMan, 2009